# چسولد (دلاور)
چسولد، دلاور (به انگلیسی: Cheswold, Delaware) یک سکونتگاه مسکونی در ایالات متحده آمریکا با جمعیت ۱٬۳۸۰ نفر است که در دلاویر واقع شده‌است.